# Пульсніц
Пульсніц (нім. Pulsnitz, в.-луж. Połčnica) — місто в Німеччині, розташоване в землі Саксонія. Входить до складу району Бауцен. Центр об'єднання громад Пульсніц.
Площа — 26,72 км2. Населення становить 7433 ос. (станом на 31 грудня 2020).